# Hoplocrepis brasiliensis
Hoplocrepis brasiliensis är en stekelart som beskrevs av William Harris Ashmead 1904. Hoplocrepis brasiliensis ingår i släktet Hoplocrepis och familjen finglanssteklar. Inga underarter finns listade i Catalogue of Life.